# Trifle (band)
Trifle was een Britse muziekgroep die ontstond in 1968. De band werd geformeerd rond zanger George Bean, die al in 1963 singles had uitgegeven. Trifle bracht een single uit op United Artists, maar stapte over naar Dawn Records om daar een album voor op te nemen in de stijl van Chicago en Blood, Sweat & Tears en/of Britse tegenhangers als Manfred Mann Chapter Three en Colosseum, meer jazzgerichte rock.
Succes heeft Trifle nooit gekend. Bean overleed enkele maanden na de uitgifte van First meeting.

## Leden
- George Bean – zang, gitaar (eerder begeleider van Cat Stevens en Lulu met George Bean & the Runners waarin ook Tony Catchpole)
- John Hitchen - gitaar
- Patrick King – basgitaar
- Alan Fealdman  – toetsinstrumenten (later Sniff 'n' the Tears)
- Barrie Martin  – saxofoons (naar Shanghai)
- John Pritchard – trompet (was ooit getrouwd met Lesley Pearce)
- Dick Cuthell – trompet (later The Specials, John Martyn, Eurythmics, Elvis Costello)
- Rod Coombes – slagwerk (later Stealers Wheel, The Strawbs)
- Chico Greenwood – slagwerk (later Ace }

## Discografie
- (1971) album: First meeting
- (1969) single: All together now/Got my thing
- (1971) single: Old fashioned prayer meeting/Dirty old town